# Güneşi Beklerken
Güneşi Beklerken es el séptimo álbum de estudio de la banda de rock turca Mor ve Ötesi. Fue lanzado el 17 de diciembre de 2012. El álbum contiene 12 canciones.

## Lista de canciones (Orden alfabético)
| N.º | Título                   | Duración |  |
| 1.  | «Günesi Beklerken»       |          |  |
| 2.  | «Eski Şarkısı»           | -        |  |
| 3.  | «Oyunbozan»              | -        |  |
| 4.  | «Sana Değmez»            | -        |  |
| 5.  | «Son Sabah»              | -        |  |
| 6.  | «Yağmur, Teşekkürler»    | -        |  |
| 7.  | «Bahar»                  | -        |  |
| 8.  | «Gel Söndür Beni»        | -        |  |
| 9.  | «Tamiri Mümkün Kalbinin» | -        |  |
| 10. | «Boş Bir Dünya»          | -        |  |
| 11. | «Mermiler»               | -        |  |
| 12. | «Denize Doğru»           | -        |  |

- Datos: Q4039786